# Alentejo (DOC)
Pour les articles homonymes, voir Alentejo (homonymie).
L'Alentejo est une appellation d'origine (DOC) portugaise produite dans le terroir viticole de l'Alentejo, situé dans le sud du pays. Ces vignobles couvrent toutes les zones géographiques de la sous-région de Borba, Évora Amareleja, Moura, Portalegre, Redondo, Reguengos et Vidigueira. 

## Historique
La culture de la vigne remonte à la colonisation romaine, comme en témoignent les restes trouvés dans les ruines de São Cucufate près Vidigueira et certaines caves d'époque romaine. Certains producteurs de la région continuent encore aujourd'hui à faire du vin dans des grands dolium comme au temps des Romains (vinho de talha) .

## Sous-régions

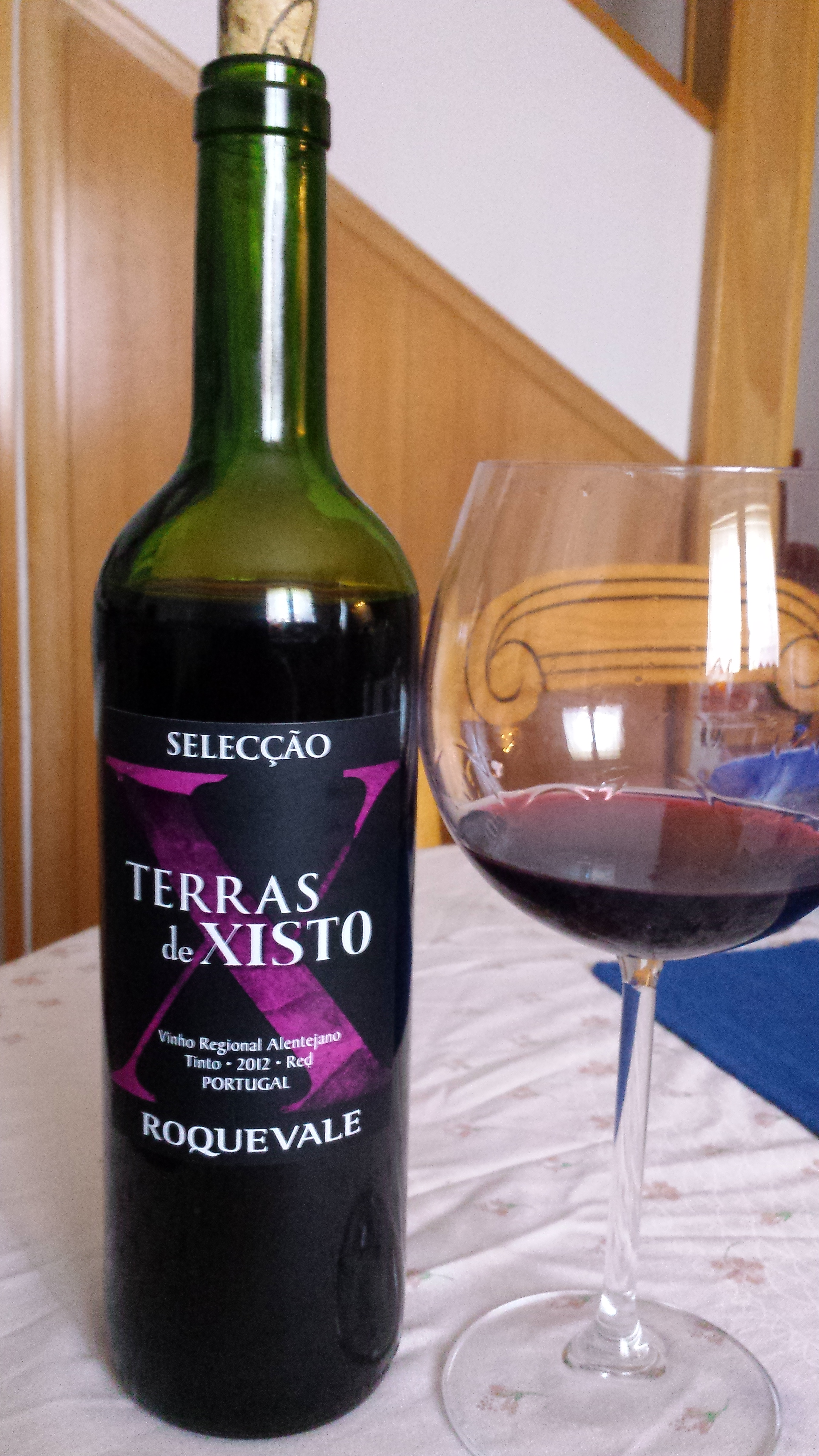
Vin d,Alentejo.

Ce vignoble est subdivisé en huit sous-régions d'appellation (DOC) : 
- Alentejo Borba,
- Alentejo Evora,
- Alentejo Granja Amareleja,
- Alentejo Moura,
- Alentejo Portalegre,
- Alentejo Redondo,
- Alentejo Reguengos,
- Alentejo Vidigueira.

## Encépagement
- Cépages rouges : Alfrocheiro, Tinta roriz, Castelão (Periquita), Grossa, Moreto, Tinta caiada, Trincadeira (Tinta amarela).
- Cépages blancs : Antão Vaz, Arinto (Pedernã), Fernão Pires, Malvasia rei, Perrum, Rabo de Ovelha, Roupeiro, Trincadeira das Pratas.